# Christian Luyindama
Christian Luyindama Nekadio (Kinshasa, 8 de enero de 1994) es un futbolista congoleño que juega de defensa. Debido a su polivalencia también puede jugar de centrocampista y hasta de delantero.

## Selección nacional
Es internacional con la selección de fútbol de la República Democrática del Congo. Debutó contra República del Congo el 10 de junio de 2017.
Con la selección disputó la Copa África 2019.

## Clubes
| Club                       | País           | Año       |
| -------------------------- | -------------- | --------- |
| TP Mazembe                 | RD Congo       | 2015-2017 |
| Standard de Lieja (cedido) | Bélgica        | 2017      |
| Standard de Lieja          | Bélgica        | 2017-2019 |
| Galatasaray S. K. (cedido) | Turquía        | 2019      |
| Galatasaray S. K.          | Turquía        | 2019-2023 |
| Al-Taawoun F. C. (cedido)  | Arabia Saudita | 2022      |
| Antalyaspor (cedido)       | Turquía        | 2022-2023 |

## Palmarés

### Títulos nacionales
| Título               | Club              | País    | Año  |
| -------------------- | ----------------- | ------- | ---- |
| Copa de Bélgica      | Standard de Lieja | Bélgica | 2018 |
| Superliga de Turquía | Galatasaray S. K. | Turquía | 2019 |
| Copa de Turquía      | Galatasaray S. K. | Turquía | 2019 |
| Supercopa de Turquía | Galatasaray S. K. | Turquía | 2019 |

### Títulos internacionales
| Título                       | Club       | País     | Año  |
| ---------------------------- | ---------- | -------- | ---- |
| Copa Confederación de la CAF | TP Mazembe | RD Congo | 2016 |